# Diocèse de Budapest et de Hongrie
Diocèse de Budapest et de Hongrie (russe : Будапештская и Венгерская епархия, hongrois : Budapesti-Magyar Egyházmegye, Diocèse orthodoxe hongrois, hongrois : Magyar Orthodox Egyházmegye) est en Hongrie la juridiction du Patriarcat de Moscou et de toute la Russie
en Hongrie. 